# Фазіл Мустафа Кепрюлю
Фазіл Мустафа Кепрюлю (*1637 — †19 серпня 1691) — державний та військовий діяч Османської імперії, великий візир з 10 листопада 1689 року до 19 серпня 1691 року.

## Життєпис

### Молоді роки
Походив з роду Кепрюлю. Син Мехмеда Кепрюлю, великого візира. Народився у маєтку батька Візеркепрю, Велес. 1641 року переїздить до Стамбула, де Фазіл Мустафу зараховують до медресе. тут він здобуває ґрунтовну освіту з різних напрямів тогочасний знань. За часів урядування батька значний час проводить з улемами. Після того, як великим візиром став його брат — Фазіл Ахмед — Фазіл Мустафа починає брати участь у державницьких та військових справах Османської імперії. Перш за все вирушає до Криту, де йшла війна з Венецією. 1669 року відзначається при захоплені фортеці Ханья. 1670 року призначається візиром. Бере участь у війні з Річчю Посполитою у 1672–1676 роках.
Після смерті брата передав печатку великого візира султану Мехмеду IV із заповітом призначити великим візиром Кара Мустафу Кепрюлю. після цього отримує підтвердження у призначенні себе візиром. 1681 року стає шостим візиром дивану, а у 1683 році — п'ятим. Тоді ж отримує призначення на бейлербея Силістрії.
На цих посадах Фазіл Мустафа брав участь в облозі Відня у 1683 році, а також у наступних подіях Війни Священної ліги. Тут виявив неабиякі військові та організаторські здібності. Тому у 1684 році стає четвертим та третім візиром дивану.
У 1685 році стає сердаром острова Хіос. 1687 року відзначився у Другій битві при Могачі 12 серпня 1687 року, зумівши врятувати значну частину армії. Згодом отримує посаду військового губернатора Стамбула. Тут 17 вересня 1687 року організував заколот проти султана Мехмеда IV, захопив столицю й рушив до Едірне, де знаходився султан. Останній, щоб зберегти владу 7 жовтня зробив Фазіл Мустафу Кепрюлю каймакамом (заступником) великого візира. Проте Кепрюлю змусив султана зректися трону 8 листопада 1687 року. Новим султаном Фазіл Мустафа поставив Сулемана II, а великим візиром став Абаза Сіявуш Кепрюлю. 1688 року під час заколоту яничарів вимушений був на деякий час піти з посади каймакама.

### Великий візир
Згодом, зважаючи на невдалий для імперії перебіг війни з Австрією, Венецією та Річчю Посполитою, султан призначив Фазіл Мустафу Кепрюлю великим візиром (10 листопада 1689 року). Останній зміцнив військову дисципліну, скасував важкі для населення податки, зробив низку поступок для християнських підданців Османської імперії.
Підготувавши армію, Фазіл Мустафа Кепрюлю рушив до Угорщини. 10 серпня захопив Пирот, 9 вересня оволодів Нішем, після цього 27 вересня захопив Смедереве, а 8 жовтня зумів взяти Белград. Вслід за цим перейшов Дунай, де створив плацдарм у фортеці Орсова. Водночас була відновлена влада османів у Боснії. Після цих звитяг повернувся до Стамбулу. Тут видав наказ про звільнення багатьох боржників податків, надавалася також допомога селянам. Водночас багато робив для відновлення боєздатності яничарського корпусу. У грудні 1690 року придушив повстання місцевої знаті на Кіпрі та в Єгипті.

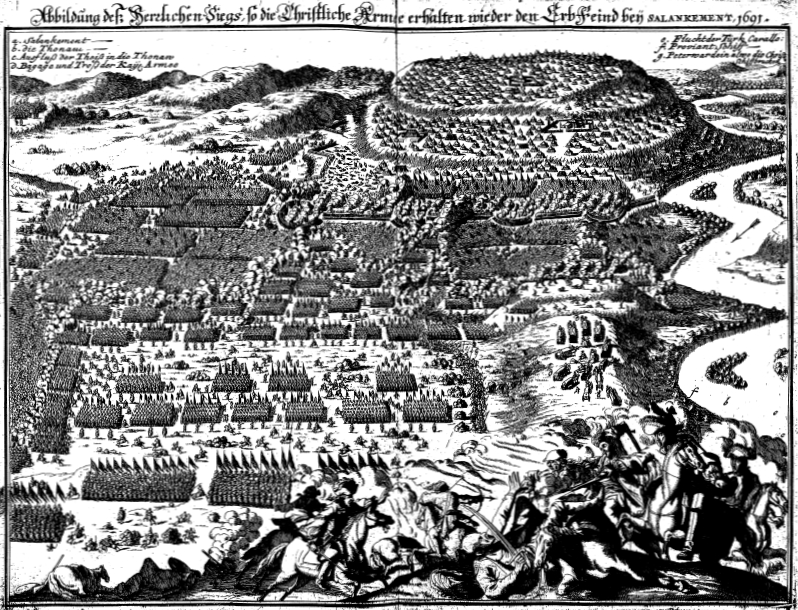
Битва при Сланкамені

Взимку та навесні 1691 року Фазіл Мустафа Кепрюлю готувався до нового етапу війни із Австрією. Перед самим походом помирає султан Сулейман II. При підтримці Кепрюлю новим султаном стає Ахмед II. 20 липня 1691 року Фазіл Мустафа прибув до Белграду, перетнув річку Сава й захопив місто Петроварадин. Після цього рушив до Сланкамену (сьогодні Старі Сланкамен). Тут спочатку великий візир чекав на прибуття кримського хана. Втім 19 серпня вимушений був розпочати бій проти австрійського війська на чолі із Людвигом Вільгельмом Баден-Баденським. Спочатку імперці зуміли зім'яти лівий фланг османської армії. Проте Фазіл Мустафа своїми рішучими діями виправив становище. В цей час в нього потрапляє випадкова куля, від якої великий візир гине. Цей випадок спричиняє паніку у турецькому війську й зрештою втечу з полю бою.